# Илеть
Иле́ть (мар. Элнет, тат. Илләт) — река в России, впадает в Куйбышевское водохранилище (ранее была левым притоком Волги). Исток и устье в Республике Марий Эл. Длина — 204 км, из них в Татарстане — 34 км. Площадь водосборного бассейна — 6450 км². Максимальный расход воды — 1180 м³/с (в 1979 году). Минерализация в межень — 1000—1400 мг/л. Является зоной отдыха.

## Притоки
(указано расстояние от устья)
- 58 км: река Юшут (пр)
- 68 км: река Петьялка (лв)
- 78 км: река Уба (пр)
- 80 км: река Вонча (пр)
- 98 км: река Кужерка (пр)
- 110 км: река Ашит (лв)
- 120 км: река Яранка (пр)
- 136 км: река Ировка (пр)
- 154 км: река Шора (лв)
- 171 км: река Параньгинка (пр)
- 185 км: река Омшанка (пр))[5]

## Название
Согласно исследованиям О. П. Воронцовой и И. С. Галкина, гидроним Илеть в своей основе имеет тюркский компонент Ил со значением «род, племя, союз племен», -лет — топоформант.
— Пустяков А. Л.

## Данные водного реестра
По данным государственного водного реестра России относится к Верхневолжскому бассейновому округу, водохозяйственный участок реки — Волга от Чебоксарского гидроузла до города Казань, без рек Свияга и Цивиль, речной подбассейн реки — Волга от впадения Оки до Куйбышевского водохранилища (без бассейна Суры). Речной бассейн реки — (Верхняя) Волга до Куйбышевского водохранилища (без бассейна Оки).
Код объекта в государственном водном реестре — 08010400712112100001524.